# Concert per a piano núm. 19 (Mozart)
El Concert per a piano núm. 19 en fa major, K. 459, és una composició de Wolfgang Amadeus Mozart escrita el 1784. El catàleg temàtic d'obres que portava el mateix Mozart indica que el va acabar l'11 de desembre. Les obres que l'envolten en el catàleg Köchel són dos quartets de corda: l'anomenat «La caça» (K. 458) i el K. 464, el cinquè dels «Quartets Haydn». És conegut ocasionalment com el segon concert de la coronació, ja que Mozart el va interpretar amb motiu de la coronació de Leopold II a Frankfurt del Main, l'octubre de l'any 1790. L'autògraf de la partitura es conserva a la Biblioteca de la Universitat Jagellònica de Cracòvia. La primera edició va ser publicada per Johann Andre d'Offenbach l'any 1794, i Breitkopf & Härtel va treure una edició el 1800.
L'obra està instrumentada per a piano sol, flauta, dos oboès, dos fagots, dues trompes, i corda. Consta de tres moviments:
1. Allegro, en compàs de 4/4.
2. Allegretto, en do major i en compàs de 6/8.
3. Allegro assai, en compàs de 2/4.

El concert va ser compost per Mozart per a ser interpretat per ell mateix. Arthur Hutchings l'anomena un concert "atlètic", ja que combina gràcia i vigor.